# Mariä Geburt (Betenbrunn)

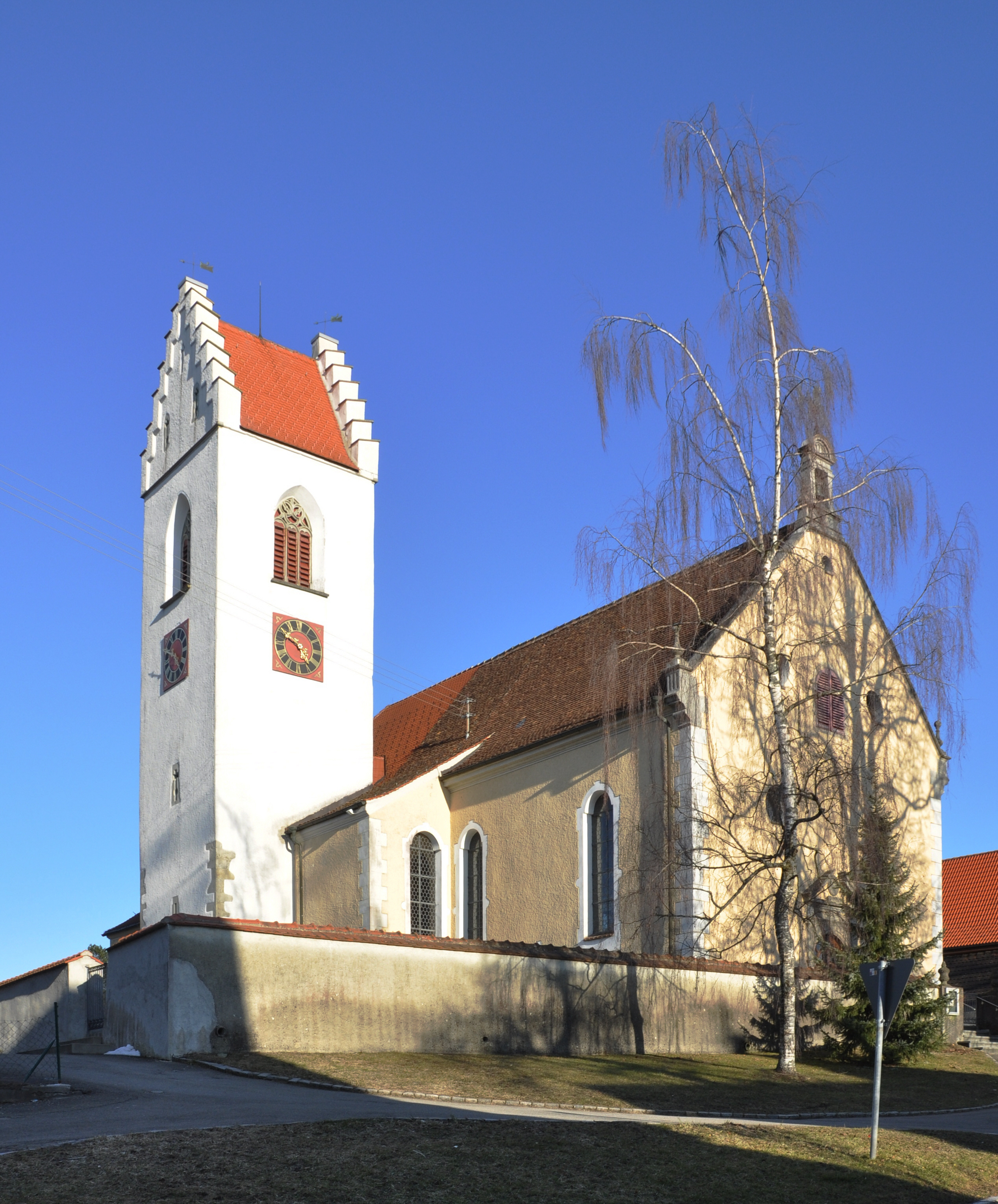
Mariä Geburt in Betenbrunn

Die römisch-katholische Wallfahrtskirche Mariä Geburt steht in Betenbrunn, einem Ortsteil der Gemeinde Heiligenberg im Bodenseekreis in Baden-Württemberg. Die Kirchengemeinde gehört zum Erzbistum Freiburg. Die Kirche ist als Denkmal beim Landesamt für Denkmalpflege Baden-Württemberg eingetragen.

## Beschreibung
Die Saalkirche wurde ab 1373 erbaut. Sie besteht aus einem Ende des 17. Jahrhunderts erbauten Langhaus, einem gerade geschlossenen Chor im Osten und einem Chorflankenturm an dessen Nordwand. Die unteren Turmgeschosse sind die ältesten Teile der Kirche. Die oberen Geschosse, die die Turmuhr und den Glockenstuhl mit den drei Kirchenglocken beherbergen, wurden ihm Ende des 14. Jahrhunderts aufgesetzt. Das quer gerichtete  Turmdach zwischen den Staffelgiebeln wurde erst im 19. Jahrhundert zugefügt.  
Die zweistöckige Sakristei wurde am Ende des 14. Jahrhunderts östlich an den Chorflankenturm angebaut. 
Im Innenraum sind am Triumphbogen die Wappen von Werdenberg, Fürstenberg und Montfort angebracht. Die Deckenmalerei im Langhaus zeigt eine in Stuck gefasste Darstellung der Mater Dolorosa, im Chor wird die Krönung Mariens dargestellt. Der Hochaltar wird Hans Ulrich Glöckler zugeschrieben. Die Orgel wurde 2014 von der Orgelbau Pirchner in den Prospekt von Johann Georg Aichgasser eingebaut.